# Ђердапски лимес
Ђердапски лимес је утврђена војна граница Римског царства, као део лимеса провинције Горње Мезије (Moesia Superior) и шире Дунавског лимеса.
Војна граница се састојала од система утврђења, легијских логора (Castra), логора помоћних јединица (Castella) и кула осматрачница, повезаних војним путем (Via militaris). Најчешће је Римски лимес пратио природне, геоморфолошке и хидролошке баријере. Археолошким истраживањима на подручју Ђердапа утврђено је постојање веома важног Римског пута у Ђердапској клисури (поједине деонице биле су сачуване до изградње акумулације ХЕ Ђердап 1) и Трајановог моста у Костолу, као и постојање већег броја античких утврђења.
Утврђено је и постојање римског комплекса за снабдевање пограничне војске, легијских логора и др.